# Ranzania
Ranzania é um género botânico pertencente à família Berberidaceae.

## Espécies
- Ranzania japonica

1. ↑  «Ranzania — World Flora Online». www.worldfloraonline.org. Consultado em 19 de agosto de 2020